# Liber Census Daniæ

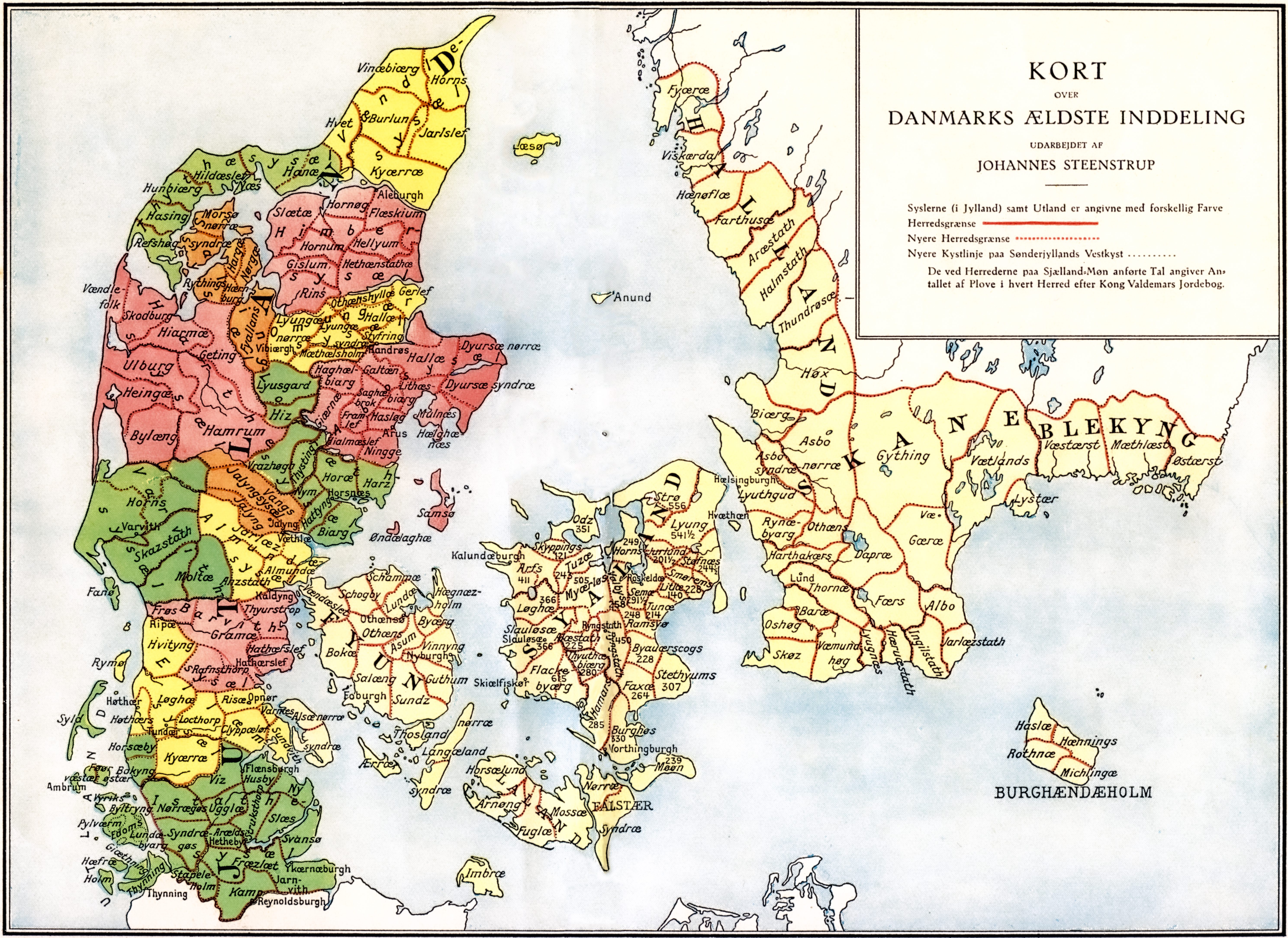
Subdivisiosn administratives du Danemark médiéval d'après le Liber Census Daniæ ou Jordebog

Le Liber Census Daniæ, ou registre du cens du Danemark, est un document médiéval du XIIIe siècle datant du règne de Valdemar II de Danemark rédigé par la chancellerie. Il recense les informations sur les propriétés du domaine de la couronne et leurs revenus. C'est un manuscrit inestimable pour le recensement des localités, des villages, des villes et des propriétés du Danemark et de ses possessions au Moyen Âge.
Il a été remplacé par le cadastre de Christian V en 1688.